# Kaldaljós
Kaldaljós é um filme de drama islandês de 2004 dirigido e escrito por Hilmar Oddsson. Foi selecionado como representante da Islândia à edição do Oscar 2005, organizada pela Academia de Artes e Ciências Cinematográficas.

## Elenco
- Ingvar Eggert Sigurðsson - Grímur
- Unnur Ösp Stefánsdóttir
- Ruth Olafsdottir - Linda
- Steinunn Harðardóttir - Svava
- Borghildur Thors
- Áslákur Ingvarsson